# Cotapata-Goldmine
Die Cotapata-Goldmine (Cooperativa Minera Aurífera COTAPATA) ist eine Minen-Kooperative im Hochland von Bolivien.

## Fairtrade
Die Kooperative war im Jahr 2011 die erste Gold-Produktionsstätte, die mit dem Gütesiegel von Fairtrade und Fairmined als Fairtrade-Organisation ausgezeichnet worden ist.
Als "Fairer Handel" (englisch Fair Trade) wird ein kontrollierter Handel bezeichnet, bei dem den Erzeugern für die gehandelten Produkte mindestens ein von Fair-Trade-Organisationen festgelegter Mindestpreis bezahlt wird, der über dem jeweiligen Weltmarktpreis angesetzt ist. Damit soll den Produzenten ein höheres und verlässlicheres Einkommen als im herkömmlichen Handel ermöglicht werden. Dazu wird außerdem versucht, langfristige „partnerschaftliche“ Beziehungen zwischen Händlern und Erzeugern aufzubauen. In der Produktion sollen außerdem internationale sowie von den Organisationen vorgeschriebene Umwelt- und Sozialstandards eingehalten werden.
Neben der Cotapata-Goldmine in Bolivien sind derzeit nur zwei weitere Gold-Produktionsstätten mit dem Fairtrade-Siegel ausgezeichnet: die Sotrami-Goldmine in Peru und das Oro-Verde-Projekt in Kolumbien.

## Cooperativa Minera Aurífera Cotapata
Die Kooperative Minera Aurífera Cotapata wurde im Jahr 1991 gegründet, ihr gehören heute 88 Gesellschafter an, darunter zehn Frauen. Die Mitglieder der Kooperative haben unabhängig von ihrer Geschlechtszugehörigkeit gleiche Rechte, sie haben Anteil an dem erwirtschafteten Gewinn der Minen-Kooperative und sind versichert. Unterkünfte und Arbeitsstätten der Kooperative sind durch feste Dächer vor den häufigen Regenfällen geschützt, feste Schutzkleidung und Atemschutzmasken gehören zur festen Ausstattung.

## Lage
Die Goldmine befindet sich im Cotapata-Nationalpark (Parque nacional y área natural de manejo integrado Cotapata (PN y ANMI Cotapata)), der 1993 gegründet wurde und eine Fläche von 650 km² umfasst.
Das Lager der Mine befindet sich nahe den Bergwerksstollen am Río Huarinilla, einem Zufluss zum Río Coroico, der über den Río Kaka zum Río Beni fließt. Flussabwärts vom Lager der Kooperative befindet sich auf einer Höhe von 1296 m die Ortschaft Korisamaña/Chairo, zu der das Lager verwaltungstechnisch gehört. Chairo liegt im Kanton Pacollo im Landkreis (bolivianisch: Municipio) Coroico, einem von zwei Municipios der Provinz Nor Yungas im Departamento La Paz.

## Umweltstandards
Die Gründung der Minen-Kooperative lag zwei Jahre vor der Gründung des Cotapata-Nationalparks, so dass die Mine bei seiner Gründung zwar nicht geschlossen werden musste, ihre Produktion aber strengen Umweltstandards unterliegt. Die Kooperative kann auf den Einsatz des Umweltgifts Quecksilber im Amalgam-Verfahren zur Erhöhung des Reinheitsgehalts des gewonnenen Goldes nicht verzichten. In einem aufwändigen Destillationsverfahren wird das verwendete Quecksilber jedoch immer wieder für den Produktionsprozess zurückgewonnen. Die monatliche Produktion der Kooperative liegt zwischen 2,5 und 3 Kilogramm Gold, mit einem Reinheitsgehalt von 93 bis 94 Prozent. Das durch den Produktionsprozess schlammige Flusswasser wird durch einen Damm aufgestaut und durch ein Rohrsystem wieder als rückstandsfreies Wasser zurück in den Fluss geleitet.